# El Caoba 1ra. Sección
El Caoba 1ra. Sección är en ort i Mexiko.   Den ligger i kommunen Ixtapangajoya och delstaten Chiapas, i den sydöstra delen av landet, 700 km öster om huvudstaden Mexico City. El Caoba 1ra. Sección ligger 546 meter över havet och antalet invånare är 138.
Terrängen runt El Caoba 1ra. Sección är huvudsakligen kuperad, men söderut är den bergig. Runt El Caoba 1ra. Sección är det ganska tätbefolkat, med 52 invånare per kvadratkilometer. Närmaste större samhälle är Teapa, 11,1 km norr om El Caoba 1ra. Sección. Omgivningarna runt El Caoba 1ra. Sección är en mosaik av jordbruksmark och naturlig växtlighet.